# Јеро
Јеро (шп. El Hierro), раније познат и као Феро (шп. Ferro) и Меридијанско острво (шп. Isla del Meridiano) је вулканско острво у Канарском архипелагу у Шпанији. Са површином од 268,71 км² најмање је Канарско острво, а уједно најзападније и најјужније острво у архипелагу.
У административном погледу припада провинцији Санта Круз де Тенерифе, а главни и највећи град на острву је Валверде.
Према статистичким подацима из 2010, на острву је живело 10.960 становника.

## Етимологија
Порекло топонима ero, erro или yerro није тачно познато. Претпоставља се да воде порекло из језика првобитних берберских становника острва и да датира из времена пре шпанских освајања.
Британски географ Ричард Хенри Мејџор је порекло садашњег имена острва везао за реч Eseró која је на језику првобитних становника острва Бимбача (племенска група народа Гуанчи) означавала акумулацију, и која је с временом мутирала у садашњи облик hierro. Наиме, како је острво сиромашно изворима питке воде, првобитни становници су правили резервоаре у стенама у којима се скупљала кишница, па отуда и назив острва.

## Географија
Острво Јеро налази се у Северном Атлантику, на око 470 км западније од јужне обале Марока и на око 1.460 км југозападно од обала Андалузије (Шпанија). Са површином од 268,71 км² најмање је острво Канарских острва, а уједно је и најјзападнија и најјужнија тачка Шпаније. Острво Тенерифе налази се на око 117 км североисточно од Јера.
Острво је вулканског порекла и има облик троугла. Рељеф је изразито планински, а обале су доста стрме и камените, често са стрмим литицама које достижу висине и до 1.000 метара. Пешчаних плажа на острву готово да нема. Рељефом острва доминира централна висораван и депресије Ваље дел Голфо (шп. Valle del Golfo) на северу и Ваље де Лас Плајас (шп. Valle de Las Playas) на истоку. Највиши врхови су Пико де Малпасо (шп. Pico de Malpaso) са надморском висином од 1.501 метар и Пико де Тенерифе (шп. Pico de Tenerife) на 1.253 метра.
Административно острву припадају и острвца Рокес де Салмор (Роке Гранде и Роке Чико) укупне површине од свега 0,03 км².

### Геологија
Острво Јеро је настало пре око 1,2 милиона година након три веома јаке вулканске ерупције. У основи то је базалтни дајк на чијој површини се налази вулканска купа са висином која је прелазила 2.000 метара. Због интензивније ерозивне активности висина главне купе је знатно снижена. Од свих Канарских острва, вулканска активност је била најинтензивнија управо на Јеру, а бројне купе су данас прекривене разним депозитима. Резултати вулканске активности виде се и у бројним пећинама и вулканским галеријама (преко 70), од којих је највећа пећина Дон Хусто чији ходници достижу дужину преко 6 км. Учестала клизишта и интензиван ерозивни процес умногоме су смањили димензије острва, а тај процес и даље траје.
Последња велика ерупција забележена је из купе Ломо Негро и десила се 1793. године.
Постоје докази о активирању три велика клизишта на острву у ближој геолошкој прошлости која су умногоме променила физиономију острва. Последње велико клизиште активирало се пре око 15 хиљада година, изазвавши колапс готово целе северне обале. Количина одроњеног материјала која се сурвала у Атлантски океан имала је запремину између 150 и 180 км³. Проучавањем остатака који су склизнули у море геолози су установили да се сам процес дешавао неколико дана и да га је чинило неколико мањих клизишта. Не постоје докази о цунами таласу који је евентуално настао као последица урвине.

### Ерупције код Ел Јера 2011/12.
Канарски институт за вулканологију (шп. Instituto Vulcanológico de Canarias) и Национални географски институт (шп. Instituto Geográfico Nacional) са седиштем у Валвердеу регистровали су повећану сеизмичку активност у зони острва Јеро 17. јула 2011. Сеизмичка активност се нагло повећавала и у периоду између 20. и 24. јула регистровано је више од 400 мањих потреса.
Већ 25. августа уочене су прве хоризонталне деформације слојева, иако још увек није примећена никаква активност у вертикалном правцу. До тог времена укупан број потреса прешао је 4.000. До краја септембра подрхтавања тла су постала учесталија и интензивнија и било је јасно да је реч о вулканским активностима. Вулканолози су страховали од ерупције и стварања нове вулканске купе, а велику опасност представљала су и евентуална клизишта. Најугроженији је био градић Ла Фронтера на северу острва. Евакуисано је неколико породица, а направљен је и план евакуације целог острва уколико буде потребно.
Подморска ерупција праћена изливањем магме (суртсејски тип) почела је на месту удаљеном око 7 км јужније од места Ла Рестинга рано ујутро 10. октобра 2011. године.

### Живи свет
Острво Јеро је 2000. године уврштено на Унесков списак резервата биосфере, а око 60% укупне површине острва се налази у заштићеној зони.
Јеро је дом многих ендемских биљних и животињских врста, а многе од њих налазе се на листи угрожених врста. Најугроженији је гигантски гуштер Gallotia simonyi ком прети изумирање. Због тога су локалне власти покренуле посебан програм узгоја ових животиња зарад њиховог враћања у природна станишта.
У унутрашњости острва налазе се термофилне шуме клеке, те борове шуме.

## Историја
Први становници острва Јеро и целокупног Канарског архипелага била су берберска племена која су се ту доселила са подручја северне Африке и Атласких планина вероватно током VIII века пре нове ере. Становници острва Јеро су себе називали Бимбачима. Они су се бавили земљорадњом и сточарством и нису познавали поморску трговину.
Шпанска флотила предвођена Жаном де Бетанкуром искрцала се на острво 1405, прогласивши га делом шпанске територије. Бетанкур је староседеоцима обећао слободу уз услов да одустану од оружаног отпора. Иако су староседеоци пристали на мирну интеграцију, Шпанци су већину припадника народа Бимбачи продали као робље, а уместо њих на острво су досељени бројни Французи и Шпанци.